# Schadenbergschorsrat
De Schadenbergschorsrat (Crateromys schadenbergi) is een knaagdier uit het geslacht Crateromys dat voorkomt op het eiland Luzon in de Filipijnen. De nauwste verwant van deze soort is Crateromys heaneyi uit Panay.
Hoewel dit dier algemeen voorkomt in de noordelijke bergregenwouden van de Cordillera Central, in de provincies Benguet, Ifugao en Mountain Province, op 2000 tot 2500 m hoogte, is zijn verspreiding zo klein en zijn levensgebied zo bedreigd dat hij door de IUCN als "kwetsbaar" (VU) wordt beschouwd. Ook de jacht (om zijn pels en vlees) kan een bedreiging vormen. In Kalinga komt de soort voor zover bekend niet voor. Volgens de lokale bevolking komt ook in de Sierra Madre een Crateromys-achtige rat voor, mogelijk deze soort.
Na de twee soorten van Phloeomys is de Schadenbergschorsrat het grootste knaagdier van de Filipijnen. De zeer dichte, wollige vacht is variabel van kleur, maar de bovenkant is meestal bruin of zwart en de onderkant grijs, vaak met witte vlekken op de schouders. De staart is zeer harig. De kop-romplengte bedraagt 343 tot 389 mm, de staartlengte 363 tot 475 mm, de achtervoetlengte 73 tot 82 mm, de oorlengte 23 tot 28 mm en de schedellengte 66,54 tot 71,67 mm.
De Schadenbergschorsrat is 's nachts actief. Overdag slaapt dit dier in houten nesten, hoog in de bomen. Deze rat stoot schrille, hoge kreten uit die op die van cicaden lijken en eet vruchten, knoppen en boomschors. Ecologisch kan de Schadenbergschorsrat worden beschouwd als het equivalent van eekhoorns, die niet voorkomen op Luzon.